# FlOw
『flOw』（フロー）は、thatgamecompany制作のFlashゲーム。2006年4月14日にインディーズゲームとしてリリース。2007年にPlayStation 3、2008年にPlayStation Portable、2013年にPlayStation 4及びPlayStation Vita用のダウンロードソフトとして移植された（配信元はSCE）。

## 概要
海洋生物を抽象的にイメージしたクリーチャーを操作し、海を模したステージに漂っている「生物」を捕食し成長していくことが基本となる。クリーチャーの体には円状の部分があり、体力を表している。この円状部分は捕食を繰り返すことで増えていき、体が長く、大きく成長していく。一部のクリーチャーも、プレイヤーの操作するクリーチャーを捕食しようと襲い掛かってくる。体の発行色で攻撃・逃走を判断することが出来る。
海は階層構造となっており、赤い点を持つ餌を捕食すると下層に潜り、青い点を持つ餌を捕食すると上層に移動する。下層に移動するほど、太陽の光が届かなくなり、徐々に暗くなっていく。
北アメリカ版、ヨーロッパ版はトロフィーに対応しているが日本版は非対応。